# Elissarrhena
Elissarrhena é um género de plantas com flores pertencentes à família Menispermaceae.
A sua distribuição nativa é o sul da América Tropical.
Espécies:
- Elissarrhena grandifolia (Eichler) Diels
- Elissarrhena solimoesana (Moldenke) Wei Wang & R.Ortiz